# John Carey (3e baron Hunsdon)
John Carey, 3e baron Hunsdon (mort en 1617) est un pair anglais, homme politique et gouverneur de Berwick-upon-Tweed.

## Biographie
Il est le fils de Henry Carey (1er baron Hunsdon) et d'Anne Morgan, le frère cadet de George Carey (2e baron Hunsdon) et un petit-fils de Mary Boleyn. Son père serait le fils illégitime d'Henri VIII d'Angleterre né de Mary Boleyn lorsqu'elle était maîtresse royale. Il fait ses études au Trinity College de Cambridge. Il est fait chevalier en 1598 et succède à son frère en tant que troisième baron Hunsdon en 1603.
Il occupe un certain nombre de fonctions judiciaires et publiques, notamment Garde rapprochée du souverain britannique de 1573 à 1603, chambellan de Berwick-upon-Tweed en 1585, sous-gardien d'East March, juge de paix du Cambridgeshire en 1594 et maréchal de Berwick-upon-Tweed de 1596 à 1598 et de nouveau en 1603. Il est élu député de Buckingham en 1584, 1589 et 1593.
Les lettres de Carey de Berwick décrivent l'arrestation de Jacob Kroger, un orfèvre travaillant pour Anne de Danemark et il identifie Anne Murray comme la maîtresse de Jacques VI d'Écosse. Il écrit en avril 1595 que Jacques VI et Anne de Danemark prévoient de faire une avancée vers Berwick, notamment une visite à "Holliday" (Halidon Hill) qui surplombe la ville et ses fortifications. Il écrit à son père en se demandant si la ville devait leur faire un salut de canon.
Carey relaie des nouvelles de Humphrey Dethick, un ancien employé de Baptist Hicks qui est venu au palais de Dunfermline et a tué un homme. Carey lui-même est responsable du meurtre brutal de Jock Dalgleish, un Border Reiver, qui a volé des chevaux dont l'un de Carey, qu'il "s'est coupé tout en peces". Alors qu'Elizabeth I est choquée et décrit cela comme "très barbare et rarement utilisé par les Turckes", Carey continue à se justifier en décrivant d'autres meurtres brutaux dans les Borders et en se justifiant que Dalgleish n'était "pas coupé en très nombreux morceaux!".
En juin 1603, après l'Union des Couronnes et après avoir entendu des rumeurs selon lesquelles la garnison de Berwick serait réduite et Lord Home nommé gouverneur, Carey écrit à Robert Cecil que quelqu'un devrait avoir la charge de Berwick, "compte tenu du nombre de cœurs et d'esprits affligés et mécontents là-bas.
John Carey est mort à Hunsdon, Hertfordshire en 1617. Il est remplacé par son fils, Henry Carey (1er comte de Douvres).

## Famille
Il épouse Mary, la fille de Leonard Hyde de Hyde Hall et Throcking (Hertfordshire), veuve de Richard Peyton de Little Chesterford (Essex). Ils ont trois fils et deux filles.
- Henry Carey, mort enfant en 1577.
- Henry Carey, 1er comte de Douvres
- Charles Carey, marié à Elizabeth Whitbroke
- Blanche Hunsdon (décédée le 6 novembre 1651), mariée 1) Christopher Peyton et 2) Thomas Wodehouse [7]
- Anne Carey (enterrée le 6 décembre 1622), épouse Francis Lovell d'East Harling